# تيري برينان (لاعب كرة قدم أمريكية)
تيري برينان (بالإنجليزية: Terry Brennan)‏ هو لاعب كرة قدم أمريكية أمريكي، ولد في 11 يونيو 1928 في ميلواكي في الولايات المتحدة.